# Station Rommerskirchen
Station Rommerskirchen (Duits: Bahnhof Rommerskirchen) is een station in de plaats en gemeente Rommerskirchen. Het station ligt aan de lijn Keulen - Rheydt. Voorheen lag het ook aan de lijn Mödrath - Rommerskirchen.
0,0: Köln-Ehrenfeld ·
1,7: Köln-Ehrenfeld Gbf ·
5,6: Köln-Bocklemünd ·
11,5: Pulheim ·
15,5: Stommeln ·
20,0: Rommerskirchen ·
24,3: Oekoven ·
27,6: Erftwerk ·
31,3: Grevenbroich ·
35,0: Gubberath ·
38,7: Jüchen ·
41,5: Hochneukirch ·
46,4: Rheydt-Odenkirchen ·
49,4: Rheydt Hbf